# 富蘭克林維爾 (紐約州村)
富蘭克林維爾（英語：Franklinville）是位於美國紐約州卡特羅格斯縣的村。

## 人口
根據2020年美國人口普查的數據，富蘭克林維爾的面積為2.85平方千米，皆為陸地。當地共有人口1652人，而人口密度為每平方千米580人。